# 함안 김씨
함안 김씨(咸安金氏)는 경상남도 함안군을 본관으로 하는 한국의 성씨이다.
시조는 김태백(金太白)으로 김알지의 후손으로 전해진다.

## 참고 자료
- “함안김씨(咸安金氏)”. 뿌리를 찾아서.[깨진 링크(과거 내용 찾기)]